# Miegion
Miegion (ros. Мегион) – miasto w Rosji, w Chanty-Mansyjskim Okręgu Autonomicznym - Jugrze, w rejonie niżniewartowskim. Administracyjnie Miegion nie wchodzi jednak w skład tego rejonu, stanowiąc miasto wydzielone Chanty-Mansyjskiego OA - Jugry.
Miasto leży na prawym brzegu rzeki Ob i liczy 55.171 mieszkańców (2005 r.).

herb miasta z czasów radzieckich

## Historia
Miegion jest jednym ze starszych osad w Chanty-Mansyjskim OA, zostało założone przed 1810 r., jednak aż do roku 1960 było niewielką chantyjską osadą. Gwałtowny rozwój Miegionu nastąpił dopiero w latach 60. i 70. XX w. w związku z odkrycie i eksploatacją w Jugrze złóż ropy naftowej i gazu ziemnego.
Prawa miejskie Miegion posiada od 23 lipca 1980 r.

## Gospodarka
Gospodarka miejska zależna jest w bardzo dużym stopniu od eksploatacji ropy naftowej i gazu ziemnego, inne gałęzie przemysłu znajdują się w fazie zalążkowej.

## Komunikacja
Miasto leży na uboczu szlaków komunikacyjnych. Linia kolejowa jest odległa o ok. 15 km. od Miegionu, zaś najbliższe lotnisko znajduje się w Niżniewartowsku, odległym o 30 km.
Dla transportu najważniejszych dla gospodarki miasta ropy i gazu wykorzystuje się transport rurociągowy.